# Мінові і алеаторні договори
У цивільному праві поняття договору є одним з основних. Ще римські юристи зазначали, що договори (сопігасіиз) є найбільш розповсюдженим джерелом виникнення цивільних зобов'язань і надавали їм особливого значення, а римське право мало цілісну й досконалу систему договірних конструкцій, у якому були визначені особливості укладення, зміни та припинення договірних зобов'язань.
Від ступеня ризику учасників договори поділяются на мінові та ризикові (алеаторні): міновими вважаються договори, учасники яких мають можливість визначити співвідношення благ, які передаються кожним з них за договором другій стороні (купівля-продаж, поставка, міна тощо); ризиковими (алеаторними) є договори, учасники яких не можуть визначити наперед розміру або самої можливості отримання певного матеріального блага за договором (договори ігор та парі)[1]

## Договір алеаторний
Договір алеаторний (лат., від — ризик, випадковість, небезпечність) — вид договору, в основі якого лежить ризик (імовірність) настання певної обставини чи події. Заздалегідь невідома можливість реалізації цієї імовірності і становить предмет Д. а. (р.). Так, за договором страхування страховик зобов'язується у разі настання страхового випадку виплачувати страхову суму або страхове відшкодування страхувальникові чи іншій, вказаній ним, особі, а страхувальник зобов'язаний у визначені строки сплачувати страхові платежі та виконувати ін. умови договору [2]. Страховий ризик — це ймовірність настання певної події, у зв'язку з чим і здійснюється страхування. У момент укладення угоди страхування невідомо, станеться чи ні ця подія. Саме на випадок реалізації такої ймовірності обумовлюється право страхувальника вимагати сплати страх, суми або страх, відшкодування, натомість він зобов'язується сплачувати страховикові страхові платежі. Алеаторним є і договір підряду, за яким підрядник на свій ризик виконує певну роботу за завданням замовника.[3][4]
У алеаторних договорів в момент їх укладення можлива вигода або втрати сторін не можуть бути досить чітко визначе- ні й залежать від настання чи ненастання тих чи інших обставин.

## Міновий договір
Еквівалентні (мінові) договори - це такі договори, коли розмір взаємного надання визначається сторонами безпосередньо при укладенні договору і не залежить від якої-небудь події або обставини (наприклад, купівля-продаж житлового будинку за певну суму). Договір є ризиковим, якщо розмір зустрічного задоволення або можливість взагалі або можливість взагалі отримати його обумовлюються яким-небудь подією (обставиною). Прикладом ризикових договорів є проведення ігор і парі, заснованих на ризику, при яких в залежності від настання або ненастання встановленого обставини одна сторона виграє, а інша програє.[5]
Згідно з ч. 2 ст. 628 ЦК України сторони мають право укласти договір, у якому містяться елементи різних договорів (змішаний договір). До відносин сторін у змішаному договорі застосовуються у відповідних частинах положення актів цивільного законодавства про договори, елементи яких містяться у змішаному договорі, якщо інше не встановлено договором або не випливає із суті змішаного договору. Прикладом змішаного договору може бути договір оренди житла з викупом.
Відповідно, у мінових договорах обсяг юридичних обов’язків і розмір отримуваної на заміну вигоди (користі) є конкретним і ви- значеним. У алеаторних договорів в момент їх укладення можлива вигода або втрати сторін не можуть бути досить чітко визначені й залежать від настання чи ненастання тих чи інших обставин.